# Poznaňský projev

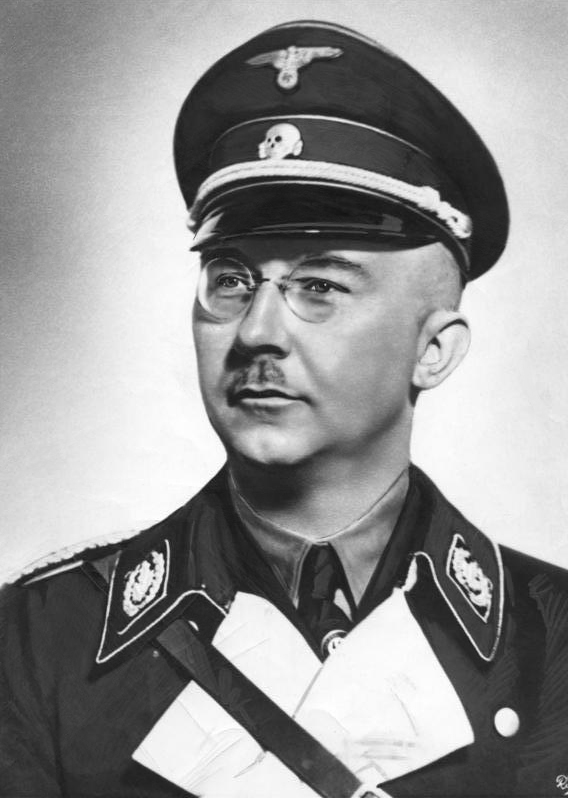
Heinrich Himmler 1939

6. října 1943 pronesl Heinrich Himmler, velitel nacistické SS, tříhodinovou řeč nazývanou poznaňský projev ke svým podřízeným, SS-Gruppenführerům. Stalo se tak na okupovaném území Polska, v Poznani.
V projevu (s názvem Rede zu den SS Führern) k úzkému kruhu „vůdců SS“ se Himmler nerozpakoval relativně otevřeně hovořit o faktech, které byly jinak nacisty všemožně zakrývány: tj. o konečném řešení židovské otázky, o plánech se Slovany a jinými „nepřáteli Říše“.
Zvukový záznam projevu je dnes cenným historickým dokumentem. Jedná se o jeden z nejpřesvědčivějších dokladů hromadného vyhlazování Židů za 2. světové války. Přesto (nebo právě proto) neušel pozornosti popíračů holocaustu (resp. tzv. „revizionistů“), kteří zpochybňují jeho průkaznost.

## Úryvky z projevu
"...Mám na mysli evakuaci Židů, vyhlazení židovského národa. To patří k věcem, které se snadno vysloví. Každý člen strany vám řekne „židovský národ bude vyhlazen, to jasně stojí v našem programu, vyloučení Židů, jejich vyhubení – pchá, to je přece maličkost! A pak přijde všech těch 80 milionů hodných Němců a každý z nich má svého slušného Žida. A ten hodný Němec vám pak řekne: všichni ostatní (Židé) jsou prasata, ale tady je jeden dobrý Žid. A... podívejme, žádný z nich přitom neobstál. Většina z vás ví, jaké to je, když vedle sebe leží 100, 500 nebo 1000 mrtvol. A... tohle... vydržet, a přitom – nehledě na občasné lidské slabosti – zůstat slušnými, nás učinilo tvrdými. Tyto skutky nikdy nebudou vyznamenány, neboť víme, jak těžko by se nám, při všech těch současných strádáních a válečných útrapách, vedlo, kdybychom měli ještě dnes v každém městě sužovaném bombovými útoky nějaké Židy v roli tajných sabotérů, agitátorů a štváčů. Kdyby byli Židé ještě součástí německého lidu, nejspíše bychom teď došli zpět do období roku 1916 - 1917..."

"...Majetky, které (Židé) mají, jsme jim vzali a… dal jsem striktní rozkaz, který provedl Obergruppenführer Pohl, tyto majetky jsme do posledního odevzdali říši, státu. Nic z toho jsme si nevzali. Ti, kteří rozkaz nerespektovali, ti budou dle mého rozkazu vydaného na začátku…: Kdo si z toho vezme byť jen marku, propadne smrti. Někteří muži SS, kteří tento rozkaz porušili, nebylo jich ale mnoho, budou usmrceni. NEMILOSRDNĚ! My máme morální právo, my jsme splnili svou povinnost vůči našemu lidu tento (tj. židovský - pozn. překladatele) národ, který nás chtěl zabít, vyhladit. Nemáme ale právo obohatit se třeba jen kožišinou, jedinou markou, jedinou cigaretou, hodinkami nebo čímkoliv jiným. To nemůžeme. Vždyť my se na samém konci nechceme nakazit a zemřít na nemoc, kterou se nám podařilo vymýtit. Nikdy nehodlám přihlížet, jak malý vřed v nás klíčí a postupně se napevno usazuje. Naopak, tam, kde by chtěl zapustit kořeny, ho společnými silami vypálíme. Společně ale můžeme říci: Tento těžký úkol jsme vykonali v lásce ke svému národu. A neutrpěli jsme žádnou škodu ve svém nitru, v naší duši, v našem charakteru..."